# Cadence Records
Cadence Records war ein US-amerikanisches Musiklabel mit Sitz in New York. Es wurde 1952 von Archie Bleyer gegründet, der zuvor musikalischer Leiter und Bandleader bei Arthur Godfreys Talentshows war.
Erster Plattenstar bei Cadence war Godfreys Protegé Julius La Rosa. Gleich seine erste Single „Anywhere I Wander“, welche auch die erste Cadence-Veröffentlichung war, kam in die Top 30, die dritte La-Rosa-Single „Eh, Cumpari“ (1953) wurde ein Nummer-eins-Hit in den Hitparaden des Cash Box Magazine und Platz zwei in den Billboard-Charts.
Andere Künstler, die in Godfreys Shows auftraten, schlossen sich Bleyers Plattenlabel an, darunter die Chordettes. Cadence produzierte auch die frühen Hits von Andy Williams, der Everly Brothers und erste Titel von Kirby Stone Four. Johnny Tillotson wurde ebenfalls einer der Stars der Plattenfirma. Auch Pianist Donald Shirley war in den 1950ern und 1960ern bei Cadence unter Vertrag. Kurzzeitig hatte die Plattenfirma auch ein spezielles Label für Jazzproduktionen namens Candid Records.
Cadence produzierte in den 1950er und 1960er Jahren viele Hit-Schallplatten, darunter den US-Bestseller „The First Family“, eine Parodie des Komikers und Imitators Vaughn Meader auf die Familie des US-Präsidenten John F. Kennedy. Innerhalb von zwei Monaten nach seiner Veröffentlichung im Oktober 1962 wurde das Album eine Million Mal verkauft, damals ein Rekord; bis zum Ende des folgenden Jahres waren 7,5 Millionen Exemplare über die Ladentische gegangen.
Andy Williams und die Everly Brothers verließen das Label Anfang der 1960er. Dies und die Änderungen im Musikbusiness, die durch die British Invasion ausgelöst worden waren, führten bis 1964 zum Niedergang von Cadence Records. Bleyer schloss seine Plattenfirma. Andy Williams kaufte ihm die Mastertapes ab, vor allem um zu verhindern, dass Cadence sein altes Material in Konkurrenz zu neuen Aufnahmen für Columbia Records veröffentlicht würde. Er gründete Barnaby Records, um den Cadence-Katalog zu verwalten, sein eigenes Material ließ er allerdings auf Columbia wieder veröffentlichen.

## Weblink
- Geschichte von Cadence Records (engl.)